# Castellote
Castellote is een gemeente in de Spaanse provincie Teruel in de regio Aragón met een oppervlakte van 235,18 km². Castellote telt 706 inwoners (1 januari 2016).
In de abri van Barranco Gómez, bij de oevers van de Guadalope, bevinden zich prehistorische rotsschilderingen, behorend tot de Levantijnse kunst. Het gaat om drie panelen van ongeveer 7500 BP. Bijzonder is de afbeelding van een persoon die met een ladder klimt naar een bijennest om honing te verzamelen. Andere panelen tonen boogschutters die jagen op herten, en ook een afzonderlijk weergegeven hinde.